# Sportgemeinschaft Dynamo Berlin 1952-1953
La pagina raccoglie i dati riguardanti la Dinamo Berlino nelle competizioni ufficiali della stagione 1952-1953.

## Stagione
La prima stagione della Dinamo Berlino, nata ufficialmente a campionato iniziato (marzo 1953) dalla confluenza di alcuni club di seconda divisione (VP Potsdam e VP Berlin) nella SV Dinamo di Berlino, si concluse con un nono posto nella graduatoria della 2. Liga, seconda divisione tedesco orientale.

## Rosa
| N. |                         | Ruolo | Calciatore        |
| -- | ----------------------- | ----- | ----------------- |
|    | Germania Est (bandiera) | P     | Walter Hindenberg |
|    | Germania Est (bandiera) | P     | Ziegenbein        |
|    | Germania Est (bandiera) | D     | Härting           |
|    | Germania Est (bandiera) | D     | Pasternagk        |
|    | Germania Est (bandiera) | D     | Retzlaff          |
|    | Germania Est (bandiera) | D     | Ringmann          |
|    | Germania Est (bandiera) | D     | Stußnat           |
|    | Germania Est (bandiera) | C     | Döbler            |
|    | Germania Est (bandiera) | C     | Feiger            |
|    | Germania Est (bandiera) | C     | Heidermann        |
|    | Germania Est (bandiera) | C     | Hoffmann          |

| N. |                         | Ruolo | Calciatore      |
| -- | ----------------------- | ----- | --------------- |
|    | Germania Est (bandiera) | C     | Jennerich       |
|    | Germania Est (bandiera) | C     | Knipsel         |
|    | Germania Est (bandiera) | C     | Liepelt         |
|    | Germania Est (bandiera) | C     | Oberländer      |
|    | Germania Est (bandiera) | C     | Siegel          |
|    | Germania Est (bandiera) | A     | Hartung         |
|    | Germania Est (bandiera) | A     | Waldbach        |
|    | Germania Est (bandiera) | A     | Singewald       |
|    | Germania Est (bandiera) | A     | Pötter          |
|    | Germania Est (bandiera) | A     | Siegfried Kroll |

## Statistiche

### Statistiche di squadra
| Competizione | Punti | In casa | In casa | In casa | In casa | In casa | In casa | In trasferta | In trasferta | In trasferta | In trasferta | In trasferta | In trasferta | Totale | Totale | Totale | Totale | Totale | Totale | DR |
| Competizione | Punti | G       | V       | N       | P       | Gf      | Gs      | G            | V            | N            | P            | Gf           | Gs           | G      | V      | N      | P      | Gf     | Gs     | DR |
| ------------ | ----- | ------- | ------- | ------- | ------- | ------- | ------- | ------------ | ------------ | ------------ | ------------ | ------------ | ------------ | ------ | ------ | ------ | ------ | ------ | ------ | -- |
| Campionato   | 22    | 12      | 5       | 1       | 6       | 18      | 19      | 12           | 4            | 3            | 5            | 18           | 21           | 24     | 9      | 4      | 11     | 22     | 26     | -4 |

### Statistiche dei giocatori
| Giocatore  | Campionato | Campionato |
| Giocatore  | Presenze   | Reti       |
| ---------- | ---------- | ---------- |
| Döbler     | 23         | ?          |
| Feiger     | 24         | 10         |
| Hartung    | 23         | ?          |
| Härting    | 21         | ?          |
| Heidmann   | 1          | ?          |
| Hindenberg | 24         | ?          |
| Hoffman    | 20         | 1          |
| Jennerich  | 1          | ?          |
| Knipsel    | 4          | ?          |
| Kroll      | 1          | ?          |
| Liepelt    | 6          | ?          |
| Oberländer | 8          | 2          |
| Pasternagk | 24         | 2          |
| Pötter     | 22         | 3          |
| Retzlaff   | 23         | 3          |
| Ringmann   | 6          | ?          |
| Siegel     | 2          | ?          |
| Singewald  | 15         | 3          |
| Stußnat    | 2          | ?          |
| Waldbach   | 24         | 8          |
| Ziegenbein | 2          | ?          |